# Eres mi sangre
Eres mi sangre es una telenovela de drama, suspenso y misterio peruana, creada por Michelle Alexander, bajo la producción de Del Barrio Producciones para la cadena América Televisión. Está escrita por el dramaturgo y guionista Abel Enríquez.
El elenco está conformado por Jimena Lindo, Reynaldo Pacheco y Sirena Ortiz en los roles protagónicos; con Silvia Bardalez, Liliana Alegría, Lelé Guillén, Javier Dulzaides, José Luis Ruiz, Rodrigo Chávez, Andrea Mejía y Jean Rivas en los roles estelares; con Rodrigo Sánchez Patiño, Gonzalo Molina, Miguel Dávalos, Lilian Nieto, Miguel Álvarez, Marisa Minetti y Brigitte Jouannet en los roles antagónicos; y la participación especial de Sergio Armasgo y Merly Morello.
La telenovela fue estrenada el 1 de abril de 2025, en reemplazo de la antecesora Nina de azúcar.
El proyecto fue anunciado el 10 de marzo de 2025 y a la vez, marca la segunda participación de Reynaldo Pacheco en las telenovelas peruanas tras su debut en Tu nombre y el mío, producción del mismo canal, y el regreso actoral de Lelé Guillén, tras haber radicado en España desde hace algunos años.
El 28 de marzo de ese año, se lanza el avance y la fecha de estreno de manera oficial.
El tema principal que mantiene el nombre de telenovela, es interpretado por la cantante de música criolla Eva Ayllón y fue compuesta por el tecladista y músico Juan Carlos Fernández.

## Sinopsis
Cuenta la historia de Catalina Navarro (Merly Morello/Jimena Lindo), una joven de dieciocho años que dio a luz en una hacienda a su hijo Salvador, fruto de su relación con Felipe Campos (Patrick d'Ambrosio/José Luis Ruiz), un hombre humilde, quién trabajaba en la Policía. Sin embargo, su hermano Bastian Navarro (Brandon Stieben/Sergio Armasgo/Rodrigo Sánchez Patiño), un hombre despiadado, obligado por el sistema familiar de su casa, separa a Catalina de su hijo recién nacido y se lo entrega a Celso Cruz (Alain Salinas/Juan Maldonado), su empleado, quién se convierte en el padre adoptivo de Salvador por insistencia de su esposa Rosario (Nathalia Vargas/Silvia Bardalez), quien al no poder tener hijos decide quedarse con Salvador y criarlo como si fuera suyo, llamándolo Alonso Cruz (Valentino Calderón/Reynaldo Pacheco). 
Pasaron más de treinta años, Alonso radica en México y su madre lo ha ido a visitar. Alonso es ascendido en la empresa Central Crédito Internacional como analista financiero, su vida parece ser perfecta. 
Pero una noche, Celso es perseguido por alguien misterioso (no se le ve el rostro), quien maneja una camioneta y lo atropella en plena carretera. Celso es trasladado al hospital donde muere horas después del accidente automovilístico. En ese día del accidente, Alonso conoce a Gabriela Navarro (Sirena Ortiz), la hija de Bastian y sobrina de Catalina, con quién empieza una relación mucho más allá de lo amical. Tras el fallecimiento de Celso, Alonso culpa a la familia Navarro de la muerte de su padre adoptivo y quiere cobrar venganza por lo sucedido. Para seguir investigando a la familia Navarro, Alonso propone a Bastian trabajar en la empresa Tierra Alta, pero este último no está de acuerdo. Finalmente, Alonso obtiene el apoyo de Gabriela y logra ingresar a la empresa, esperando descubrir toda la verdad, sin saber aún que hay más secretos de los que él espera.

## Elenco

### Principales
- Jimena Lindo como Catalina Navarro Moncada de Rivera: Protagonista. Madre de Alonso y Brigitte, hermana menor de Bastian y esposa de Leonardo. Se desempeña como vicepresidenta de Tierra Alta, empresa dedicada al café. Perdió a su hijo por culpa de Bastian, ya que él lo consideró como el error de su vida.[6]Su objetivo principal es recuperar a su hijo perdido y volver con Felipe, su primer amor.
  - Merly Morello como Catalina Navarro Moncada (joven).[7]

- Reynaldo Pacheco como Alonso Cruz Rojas/Salvador Campos Navarro: Protagonista. Hijo adoptivo de Celso y Rosario, quien en realidad es hijo biológico de Catalina y Felipe, y hermano de Diego. Se enamora de Gabriela, con quién tendría una hija.
  - Valentino Calderón como Alonso Cruz Rojas (niño).
- Sirena Ortiz como Gabriela Navarro Mendoza/Gabriela Rivera Mendoza: Protagonista. Hija de Leonardo y Rocío, hija adoptiva de Bastian y sobrina de Catalina, quién trabaja como miembro del directorio de Tierra Alta. Se enamora de Alonso.
- Rodrigo Sánchez Patiño como Bastian Navarro Moncada: Antagonista protagonista. Hermano mayor de Catalina, padre adoptivo de Gabriela y aliado de Toro. Desde pequeño, sintió el desprecio de sus padres, convirtiéndolo más tarde en un hombre ambicioso y despiadado que quiere controlar la vida de su hermana Catalina.[6]Es el presidente de Tierra Alta. Tras enterarse de que Gabriela no era su hija biológica, Bastian dio a conocer que tenía esterilidad.
  - Sergio Armasgo como Bastian Navarro Moncada (joven).[7]
  - Brandon Stieber como Bastian Navarro Moncada (niño).
- Silvia Bardalez como Rosario Rojas Vda. de Cruz: Madre adoptiva de Alonso y viuda de Celso.
  - Nathalia Vargas como Rosario Rojas de Cruz (joven).
- Gonzalo Molina como Leonardo Rivera: Antagonista principal. Esposo de Catalina y padre de Brigitte. Es el padre biológico de Gabriela, a quién no la reconoce como su hija. Es miembro del directorio de Tierra Alta. Se revela que es el verdadero líder de la mafia, por encima de Salazar, además de ser el «asesino misterioso» responsable de las muertes de Celso, Silvia, Estela y Mario.
  - Diego Salinas como Leonardo Rivera (joven).
- Brigitte Jouannet como Brigitte Rivera Navarro: Antagonista reformada. Hija de Catalina y Leonardo, prima hermana de Gabiela, pareja de Toro y media hermana de Alonso. Es una influencer de modas. Está dispuesta a hacer lo que quiera hacia sus objetivos principales: quedarse con Alonso y hacer la vida imposible a Gabriela. Está obsesionada con Alonso y Diego.
- Marisa Minetti como Rocío Mendoza Gómez de Navarro: Antagonista principal. Esposa de Bastian y madre de Gabriela. Arquitecta y diseñadora de interiores. Es una mujer directa y vive atrapada en su triste realidad de su matrimonio con el presidente del directorio de Tierra Alta. Sin embargo, se descubrió que fue pareja de Leonardo, con quién engendraría a Gabriela y que Bastian no es el padre de la mencionada. Tuvo un amorío con Salazar a las espaldas de Bastian. Pagó a Fabrizzio para que esté con Gabriela y alejarla de Alonso.
- Lilian Nieto como Helena Moncada de Navarro: Antagonista principal. Madre de Bastian y Catalina. Es una mujer controladora y fría.
  - Anneliese Fiedler como Helena de Navarro (joven).
- Miguel Álvarez como Mario Vivanco: Antagonista reformado. Abogado de la familia Navarro y mejor amigo de Bastian. Es un hombre mujeriego. Contraería nupcias con Lucía, pero a la vez con Rocío y Estela. Muere a manos de Leonardo.
- Andrea Mejía como Renata Juárez: Hermana de Memo y madre de Óscar. Madre soltera, quien trabaja como dueña del restaurante Sabor y Sazón. Es el amor de la infancia de Alonso, quién más tarde se convierte en su mejor amiga. Está enamorada de Diego.
- Rodrigo Chávez como Guillermo «Memo» Juárez: Mejor amigo de Alonso, hermano de Renata y tío de Óscar, quién se desempeña como codueño del restaurante Sabor y Sazón. Está enamorado de Lucía.
- Lelé Guillén como Lucía Navarro Ramos/Lucía Ramos: Mejor amiga de Gabriela y Brigitte, e hija de Octavio y Silvia. Tiene estudios superiores pagados por Bastian, quien biológicamente es su medio hermano.
- Jean Rivas como Óscar: Hijo de Renata y sobrino de Memo.
- Javier Dulzaides como Pablo Pinedo Vásquez/Diego García/Diego Campos García: Expretendiente de Gabriela. Inicialmente, se le veía como un hombre interesado en el negocio del café y de Tierra Alta. Sin embargo, se descubrió su verdadera identidad, que en realidad trabaja para la Policía, colaborando con la investigación en contra de Bastian y sus cómplices. Se hizo pasar como parte del directorio de Tierra Alta y mano derecha de Bastian, para seguir los pasos del investigado. Es el hermano biológico de Alonso y contrae nupcias con Renata.
- José Luis Ruiz como Felipe Campos: Policía retirado. Expareja de Catalina y padre biológico de Alonso y Diego. 
  - Patrick D'Ambrosio como Felipe Campos (joven).
- Miguel Dávalos como Tobías «Toro» Ramírez: Antagonista principal. Examigo de Alonso y socio de Bastian, convirtiéndose en su chofer personal. Contraería nupcias con Brigitte, quién sería más tarde en su pareja sentimental, pese al rechazo de Catalina, por ser delincuente y su pasado como líder de una banda criminal. Es un asesino en serie.
- Liliana Alegría como Silvia Ramos: Ama de llaves de los Navarro, nana de Bastian y madre de Lucía. Lo ha cuidado como si fuera su hijo y él la considera miembro importante de su familia. Muere a manos de Leonardo.
  - Gretha Bazán como Silvia Ramos (joven).

### Recurrentes e invitados especiales
- Juan Maldonado como Celso Cruz: Padre adoptivo de Alonso y esposo de Rosario. Muere atropellado por el asesino misterioso.
  - Alain Salinas como Celso Cruz (joven).
- Andrea Fernández como Criada: Le quita el bebé a Catalina para darle a Bastian.
- Martín Martínez como Giancarlo Lozada Flores: Antagonista secundario. Socio de Bastian. Muere en manos de Leonardo.
- Ekaterina Konysheva como Estela: Asistenta y secretaria de Tierra Alta. Muere al caerse del balcón tras recibir una sorpresa de Leonardo.
- Edwin Vásquez como Alonso Jiménez: Uno de los trabajadores de la fábrica de Lurín.
- Nicolás Osorio como Ricardo Bustamante Urrutia/Juan Medina Pérez/«Salvador Campos Navarro»: Antagonista secundario. Es un impostor, quién se quiere pasar como el hijo perdido de Catalina. Tiene malas intenciones y está obsesionado con Brigitte. Muere a manos de Brigitte y Toro.
- Aníbal Lozano Herrera como Tony: Antagonista secundario. Uno de los cómplices y amigos de Toro. Muere a manos del mencionado por traicionarlo con Renata.
- Johao Torres como Mono: Antagonista secundario. Uno de los cómplices y amigos de Toro.
- Pachi Pacheco como Pichón: Antagonista secundario. Uno de los cómplices y amigos de Toro.
- Adriana Benito como Carla: Amante de Mario.
- Mane Acosta como Perla: Amante de Leonardo.
- Kazú Lavado como uno de los trabajadores de la fábrica de Lurín.
- Tommy Párraga como Oficial Párraga: Antagonista secundario. Policía corrupto, quien trabaja para proteger a Bastian y sus cómplices. Mete preso injustamente a Alonso y golpea a patadas a Pablo con uno de sus cómplices. Muere a manos de Santana.
- Dante del Águila como Oficial Sánchez: Antagonista secundario. Policía, quién colabora con Diego para investigar a Bastian y Tierra Alta. Sin embargo, se descubrió que trabajaba para Santana. Muere a manos de Toro, tras intentar matar a Salazar.
- Amparo Brambilla como Victoria Ferrada: Antagonista secundaria. Es la dueña del casino y sospechosa del secuestro de Gabriela. Pidió a Helena que la pagara lo que debía.
- Walter Escobar como Doctor: Confirma la muerte de Celso.
- Anderson Carrascal como Oficial Lara: Policía de tránsito, quién captura a Brigitte por estar ebria.
- Giani Chichizola como Señor Cantú: Amigo de Mario.
- Willy Gutiérrez como Berrospi: Doctor quién confirma que las pruebas de ADN del falso Salvador están alteradas.
- Rodrigo Castro como uno de los invitados de la pollada de Memo y Renata.
- Linda como una de las invitadas de la pollada de Memo y Renata.
- Yamileth Tarava como una de las invitadas de la pollada de Memo y Renata.
- Alfonso Dibós como Octavio Navarro: Padre de Bastian, Catalina y Lucía; y exesposo de Helena. Muere asesinado.
- Haysen Percovich como Damián Santana: Antagonista secundario. Exempleado de Tierra Alta, quién trabaja para Bastian y Salazar, siendo su cómplice de ambos. Muere asesinado por Toro, tras intentar matar a Salazar.
- Gia Rosalino como Karen: Interés amoroso de Memo, quién se desempeña como reportera.
- Carlos Thornton como Adolfo: Médico de los Navarro.
- Diego Lombardi como Augusto «el Bravo» Salazar Bravo: Antagonista secundario. Examigo de Bastian y amante de Rocío, vinculado como parte de la mafia junto a Leonardo.
- Milett Figueroa como Elizabeth Ramírez: Antagonista secundaria. Hermana de Toro.
- Daniel Cano como Bryan: Antagonista secundario. Padre de Óscar y exnovio de Renata.
- Gabriel González como Fabrizzio: Antagonista secundario. Exprometido de Gabriela, el cual la engañó con Brigitte justo antes de su matrimonio. Su objetivo es volver con ella y enfrentarse a Alonso.

## Recepción
Durante el día de su estreno, Eres mi sangre se posicionó en el primer lugar de sintonía en su franja horaria, alcanzando el pico de millón de personas a nivel nacional según la encuestadora Kantar Ibope Media. Eres mi sangre fue sintonizado antes del capítulo final de la telenovela del mismo canal Nina de azúcar, quién se posicionó en el primer puesto en su horario, durante el cierre de la antecesora.